# Middlesex megye (Connecticut)
Middlesex megye az Amerikai Egyesült Államokban, azon belül Connecticut államban található. Székhelye Middletown, mely egyben a legnagyobb városa is. Lakosainak száma 164 245 fő (2020. április 1.). Middlesex megye Hartford, New Haven, New London és Suffolk megyékkel határos.

## Városok

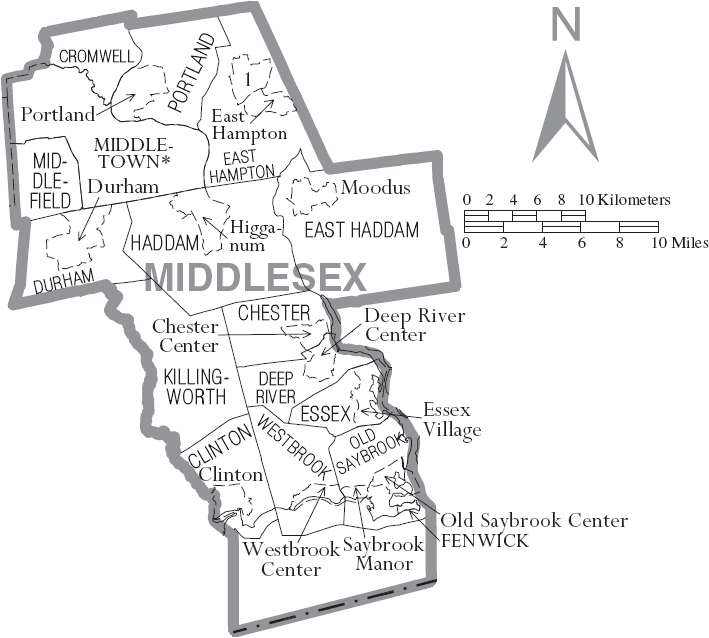
Middlesex megye térképe

## Népesség
A megye népességének változása:
| Lakosok száma | 165 620 | 166 190 | 165 470 | 165 562 | 164 063 | 164 245 |
|               | 2010    | 2011    | 2012    | 2013    | 2015    | 2020    |